# Осінкі (Люблінське воєводство)
Осінкі (пол. Osinki) — село в Польщі, у гміні Поток-Великий Янівського повіту Люблінського воєводства.
Населення — 200 осіб (2011).
У 1975-1998 роках село належало до Тарнобжезького воєводства.

## Демографія
Демографічна структура станом на 31 березня 2011 року:
|          | Загалом | Допрацездатний вік | Працездатний вік | Постпрацездатний вік |
| -------- | ------- | ------------------ | ---------------- | -------------------- |
| Чоловіки | 109     | 25                 | 71               | 13                   |
| Жінки    | 91      | 18                 | 50               | 23                   |
| Разом    | 200     | 43                 | 121              | 36                   |